# 多蘿西·福特

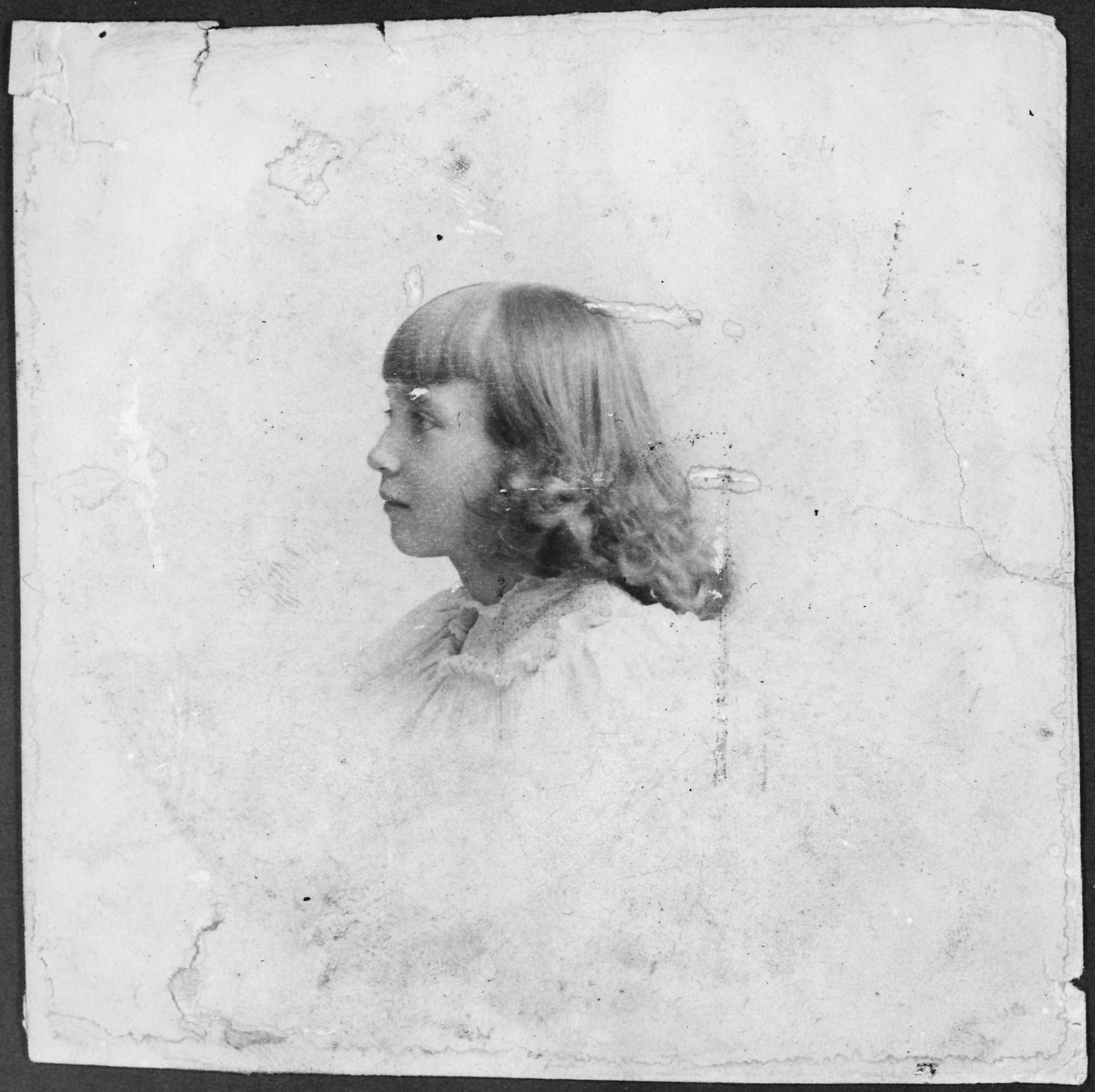
小時候的多蘿西·加德納

多蘿西·艾耶爾·加德納·福特（英語：Dorothy Ayer Gardner Ford，1892年2月27日—1967年9月17日），是美國第38任總統傑拉爾德·福特的母親。

## 早年生活和婚姻
多蘿西·艾爾·加德納出生於伊利諾伊州哈佛小鎮，她的父親利維·艾迪生·加德納是一位商人，曾擔任市長，母親則是阿黛爾·奧古斯塔。1912年9月7日，她與第一任丈夫萊斯利·林奇·金結婚，萊斯利是一位羊毛商人，居住在內布拉斯加州奧馬哈。他們相識於大學時期，因為他是她室友的迷人兄弟。
這對夫婦返回了奧馬哈，最初與她的父母一起住在位於伍爾沃斯大道3202號的維多利亞式豪宅。他的父母是富有的銀行家和商人查爾斯·亨利·金和前瑪莎·艾麗西亞·波特，均來自賓夕法尼亞州費耶特縣。多蘿西和萊斯利·金的兒子於1913年7月14日出生，他們給他取名為小萊斯利·林奇·金。然而，婚後不久，多蘿西發現她的丈夫對她有虐待行為。
在奧馬哈，她進一步發現他是個騙子和酒鬼，但她很快就懷孕了。在他父母的支持下，她一直陪伴著他們和她的丈夫，直到他們的兒子出生。然而，在萊斯利出生幾天後，加德納·金決定完成離開丈夫的計劃，因為他用刀威脅她和孩子的安全。

## 逝世
她和第二任丈夫傑拉爾德·魯多夫·福特一同被安葬在大急流城的伍德劳恩公墓。

## 外部連接
- 在Find a Grave上的多蘿西·福特